# Ida Mae
Ida Mae ist ein britisches Folk-Duo, bestehend aus Stephanie Jean Ward und Chris Turpin.

## Geschichte
Ward und Turpin lernten sich während ihres Musikstudiums kennen. Ward schloss sich Turpins Band Kill It Kid an, die in Londoner Nachtclubs spielte, drei Alben aufnahm und Tourneen in Europa und den Vereinigten Staaten absolvierte. Nach der Auflösung der Gruppe 2015 blieben Ward und Turpin als Duo zusammen. Sie nannten sich Ida Mae, nach dem Blues-Song, den Sonny Terry 1962 aufgenommen hatte. Turpin ist der Gitarrist und Songwriter sowie zusammen mit Ward Sänger des Duos.
2018 brachte sie der Musikproduzent Seymor Stein nach Nashville, wo sie ihr erstes Album aufnahmen, das 2019 veröffentlicht wurde. Ihre Musik verbindet britischen Folk mit Südstaaten-Blues und Akustik-Rock.
Seit 2018 sind Ward und Turpin verheiratet. 2022 wurden sie erstmals Eltern.

## Diskografie
- 2019: Chasing Lights
- 2021: Click Click Domino
- 2023: Thunder Above You